# Alfabet fonètic americanista
L'alfabet fonètic americanista (AFA) o notació fonètica americanista és un alfabet fonètic o conjunt de convencions desenvolupat originalment per americanistes, antropòlegs i lingüistes europeus i estatunidencs per proporcionar una transcripció fidel de les llengües ameríndies que, en general mancaven d'una ortografia establerta (encara que com a alfabet fonètic és prou general com per transcriure qualsevol llengua).
Encara en els treballs i articles moderns, publicats per americanistes se segueix usant àmpliament l'alfabet americanista (de vegades fins i tot amb major profusió que l'Alfabet Fonètic Internacional (AFI). Alguns símbols emprats pels americanistes s'empren com a símbols "obsolets" o "no estàndard" de l'AFI.

## Història
John Wesley Powell fer servir en les seves publicacions sobre les famílies de llengües americanes un conjunt primigeni de signes i lletres que fou l'origen de l'AFA, encara que l'elecció dels signes tenen el seu origen en el treball d'altres fonetistes i investigadors (Cass 1821a, 1821b; Hale 1846; Lepsius 1855, 1863; Gibbs 1861; and Powell 1877).
L'antropòleg d'origen alemany Franz Boas va usar un conjunt lleugerament diferent de signes. L'alfabet usat per Boas va ser notablement ampliat en les publicacions de l'American Anthropological Society. Aquesta primera versió de l'alfabet va ser modificada i discutida en diversos articles de Bloomfield i Bolling (1927) i d'Herzog et al. (1934). El conjunt de signes i convencions, anomenada notació americanista, pot veure's en publicacions com American Anthropologist, International Journal of American Linguistics i Language. Algunes fonts útils que expliquen els signes amb comparacions amb altres alfabets usats en diferents èpoques.
Resulta útil comparar la notació de la tradició americanista (AFA) amb una altra tradició molt difosa com és l'Alfabet Fonètic Internacional (AFI). A diferència de l'AFI, la notació americanista usa conjuntament lletres de diferents alfabets, juntament amb lletres de l'alfabet llatí es fan servir lletres de l'alfabet grec (per a valors fonètics específics). Una altra diferència important és que la notació americanista es recolza força en els diacrítics, mentre que l'AFI els reserva per a usos més restringits (compensat l'ús restringit de diacrítics mitjançant noves lletres creades com a modificacions parcials de lletres de l'alfabet llatí o grec). La raó d'aquestes diferències és el resultat esperits diferents. Els lingüistes americanistes estan interessats en una notació fonètica que pogués construir-se fàcilment a partir de la tipografia existent. Això va ser vist com a molt més pràctic i més eficient des del punt de vista de la despesa, ja que molts dels caràcters ja existien en grec o en llengües eslaves (sens dubte les limitacions tecnològiques el temps en què va ser desenvolupada la notació americanista van ser importants).
Abercrombie ressenya els següents fets respecte a la tradició fonètica americanista:
In America phonetic notation has had a curious history. Bloomfield used IPA notation in his early book An Introduction to the Study of Language, 1914, and in the English edition of his more famous Language, 1935. But since then, a strange hostility has been shown by many American linguists to IPA notation, especially to certain of its symbols.
An interesting and significant story was once told by Carl Voegelin during a symposium held in New York in 1952 on the present state of anthropology. He told how, at the beginning of the 1930s, he was being taught phonetics by, as he put it, a "pleasant Dane", who made him use the IPA symbol for sh in ship, among others. Some while later he used those symbols in some work on an American Indian language he had done for Sapir. When Sapir saw the work he "simply blew up", Voegelin said, and demanded that in future Voegelin should use ‘s wedge’ (as š was called), instead of the IPA symbol.
I have no doubt that the "pleasant Dane" was H. J. Uldall, one of Jones's most brilliant students, who was later to become one of the founders of glossematics, with Louis Hjelmslev. Uldall did a great deal of research into Californian languages, especially into Maidu or Nisenan. Most of the texts he collected were not published during his lifetime. It is ironic that when they were published, posthumously, by the University of California Press, the texts were "reorthographised", as the editor's introduction put it: the IPA symbols Uldall had used were removed and replaced by others.
What is strange is that the IPA symbols seem so obviously preferable to the Americanist alternatives, the ‘long s' to the ‘s wedge’, for example. As Jones often pointed out, in connected texts, for the sake of legibility diacritics should be avoided as far as possible. Many Americanist texts give the impression of being overloaded with diacritics.
One may wonder why there should be such a hostility in America to IPA notation. I venture to suggest a reason for this apparently irrational attitude. The hostility derives ultimately from the existence, in most American universities, of Speech Departments, which we do not have in Britain. Speech Departments tend to be well-endowed, large, and powerful. In linguistic and phonetic matters they have a reputation for being predominantly prescriptive, and tend to be considered by some therefore to be not very scholarly. In their publications and periodicals the notation they use, when writing of pronunciation, is that of the IPA. My belief is that the last thing a member of an American Linguistics Department wants is to be mistaken for a member of a Speech Department; but if he were to use IPA notation in his writings he would certainly lay himself open to the suspicion that he was.

## Alfabet

### Consonants
A continuació es detalla un quadre de símbols fonètics usats pels lingüistes de la tradició americanista per a transcriure sons consonàntics.
|                 |              |              |                    | Bilabial | Labiodental | Dental | Alveolar | Retroflexa | Alveo-palatal | Palatal (pre-velar) | Velar | Uvular (post-velar) | Faringal (faucal) | Glotal |
| Oclusiva (oral) | simple       | simple       | sorda              | p        |             | t̪      | t        | ṭ          | t̯             | k̯                   | k     | q                   |                   |        |
| Oclusiva (oral) | simple       | simple       | sonora             | b        |             | d̪      | d        | ḍ          | d̯             | g̑                   | g     | ġ                   |                   |        |
| Oclusiva (oral) | glotalitzada | glotalitzada | sorda (ejectiva)   | p̓        |             | t̪̕      | t̕        | ṭ̕          | t̯̕             |                     | k̓     | q̓                   |                   | ʔ      |
| Oclusiva (oral) | glotalitzada | glotalitzada | sonora (implosiva) | b̓        |             |        | d̓        |            |               |                     | g̓     | ġ̕                   |                   |        |
| Africada        | central      | sorda        | sorda              |          | pf          | tθ     | c        | č̣          | č             |                     | kˣ    | qˣ̣                  |                   |        |
| Africada        | central      | sonora       | sonora             |          | bv          | dð     | ʒ        | ǯ̣          | ǯ             |                     | gγ    | ġγ̇                  |                   |        |
| Africada        | central      | glotalitzada | glotalitzada       |          |             | t̕θ     | c̓        |            | č̓             |                     |       |                     |                   |        |
| Africada        | lateral      | sorda        | sorda              |          |             |        | ƛ        |            |               |                     |       |                     |                   |        |
| Africada        | lateral      | sonora       | sonora             |          |             |        | λ        |            |               |                     |       |                     |                   |        |
| Africada        | lateral      | glotalitzada | glotalitzada       |          |             |        | ƛ̕        |            |               |                     |       |                     |                   |        |
| Fricativa       | central      | sorda        | sorda              | φ        | f           | θ      | s        | ṣ          | š             | x̯                   | x     | x̣                   | ḥ                 | h      |
| Fricativa       | central      | sorda        | sorda              | φ        | f           | s̪      | s        | ṣ          | š             | x̯                   | x     | x̣                   | ḥ                 | h      |
| Fricativa       | central      | sonora       | sonora             | β        | v           | ð      | z        | ẓ          | ž             | γ̑                   | γ     | γ̇                   | ʕ                 |        |
| Fricativa       | central      | sonora       | sonora             | β        | v           | z̪      | z        | ẓ          | ž             | γ̑                   | γ     | γ̇                   | ʕ                 |        |
| Fricativa       | central      | glotalitzada | glotalitzada       |          |             | s̓      |          |            |               |                     |       |                     |                   |        |
| Fricativa       | Lateral      | sorda        | sorda              |          |             | ł      |          |            |               |                     |       |                     |                   |        |
| Fricativa       | Lateral      | glotalitzada | glotalitzada       |          |             | ł̕      |          |            |               |                     |       |                     |                   |        |
| Nasal           | Nasal        | sorda        | sorda              | M        | Ɱ           |        | N        |            | Ñ             |                     | Ṇ     |                     |                   |        |
| Nasal           | Nasal        | sonora       | sonora             | m        | ɱ           | n̪      | n        | ṇ          | ñ             | ŋ̑                   | ŋ     | ŋ̇                   |                   |        |
| Nasal           | Nasal        | glotalitzada | glotalitzada       | m̓        |             |        | n̓        |            |               |                     | ŋ̓     | ŋ̇̕                   |                   |        |
| Líquida         | ròtica       | simple       | simple             |          |             |        | r        | ṛ          |               |                     |       | ʀ                   |                   |        |
| Líquida         | ròtica       | glotalitzada | glotalitzada       |          |             |        | r̓        |            |               |                     |       |                     |                   |        |
| Líquida         | Lateral      | simple       | simple             |          |             | l̪      | l        | ḷ          |               | l̯                   | ʟ     |                     |                   |        |
| Líquida         | Lateral      | glotalitzada | glotalitzada       |          |             |        | l̕        |            |               |                     |       |                     |                   |        |
| Líquida         | glotalitzada | simple       | simple             | w        |             |        |          |            |               | y                   |       |                     |                   |        |
| Líquida         | glotalitzada | glotalitzada | glotalitzada       | w’       |             |        |          |            |               | y’                  |       |                     |                   |        |

Notes:
- Les dentals fricatives, [θ] i [ð] són no estridents mentre que [s̪] i [z̪] són fricatives.

#### Taula de sons ròtics
La major part de les llengües només posseeixen una consonant ròtica (només al voltant del 18% de les llengües del món posseeixen més d'una ròtica). Per aquesta raó, les consonants ròtiques solen transcriure's simplement amb el caràcter < r >, ja que no existeix confusió si la discussió es refereix a una sola llengua (encara que a cada llengua aquesta ròtica pugui tenir articulacions diferents). Aquest ús és comú en la pràctica americanista i en la transcripció àmplia mitjançant AFI. Aquesta falta de detall, encara que econòmica i adequada des del punt de vista fonològic, requereix una lectura acurada de la descripció fonològica de les llengües per a determinar la naturalesa fonètica de la ròtica. A continuació es dona una llista de ròtiques de diferent articulació:
| RÒTIQUES               | Dental | Alveolar | Retroflexa | Uvular |
| ---------------------- | ------ | -------- | ---------- | ------ |
| vibrant simple (tap)   |        | r        |            |        |
| Vibrant simple (flap)  |        | ᴅ        |            |        |
| Vibrant múltiple       |        | r̃        |            |        |
| Fricativa (aspirant)   |        | ř        |            |        |
| Aspirant sense fricció |        |          |            |        |

#### Signes alternatius
Hi ha molts signes alternatius en la notació americanista. A continuació es donen algunes equivalències de signes comparats amb els signes dels quadres anteriors.
| - j = ʒ - ǰ = ǯ - ƚ = ł - ɸ = φ | - G = ġ - χ = ẋ - ʸ = ̯ ̯ (e.g., kʸ = k̯) |

Endemés, molts investigadors usen la "x amb hacek" (x̌) per a la fricativa uvular sorda. L'ús de signes AFI estàndard com la "l amb cinturó" (/ɬ/) per a la fricativa lateral sorda s'ha fet molt comú.

### Vocals
Vocals i Semivocals.
|             |           | Anterior    | Anterior | Central     | Central  | Posterior | Posterior |
| ----------- | --------- | ----------- | -------- | ----------- | -------- | --------- | --------- |
| no arrodon. | Arrodon.  | no arrodon. | Arrodon. | no arrodon. | Arrodon. |           |           |
| Tancada     | Semivocal | y           | ẅ        |             |          | ÿ         | w         |
| Tancada     | tensa     | i           | ü        | ɨ           | ʉ        | ï         | u         |
| Tancada     | laxa      | I           | Ü        |             |          | Ï         | U         |
| Mitjana     | tensa     | e           | ö        | ə           | ə        | ë         | o         |
| Mitjana     | laxa      | ɛ           | ɔ̈        | ʌ           | ʌ        | ɛ̈         | ɔ         |
| Oberta      | Oberta    | æ           | æ        | a           | a        | ɑ         | ɒ         |

Notes:
- Les vocals sordes es poden transcriure mitjançant lletres majúscules, i.g. [W] = "[w] sorda", [A] = "[a] sorda".

### Diacrítics
La notació fonètica americanista fa un ús extensiu dels diacrítics. A diferència de l'AFI, que tracta d'usar la mínima quantitat de diacrítics, la notació americanista usa a dojo un conjunt de diacrítics per indicar el valor fonètic exacte d'un bon nombre de sons.

### Quadres històrics de 1916
El següent quadre va ser publicat en 1916 per l'American Anthropological Society.
|                     | Oclusives | Oclusives  | Oclusives | Oclusives      | Oclusives | Espirants | Espirants                      | Espirants | Africades | Africades | Africades | Nasals | Nasals | Laterals  | Laterals | Laterals | Africada lateral | Africada lateral | Africada lateral | Vibrant múltiple | Vibrant múltiple | Vibrant múltiple |
| Sorda               | Sonora    | Intermitj. | Aspir.    | Glota- litzada | Sorda     | Sonora    | Glot.                          | Sorda     | Sonora    | Glot.     | Sorda     | Sonora | Sorda  | Sonora    | Glot.    | Sorda    | Sonora           | Glot.            | Sorda            | Sonora           | Glot.            |                  |
| Bilabial (Lab.)     | pw        | bw         | ʙw        | pw‛            | p̓w , pw!  | ƕ         | w                              | ƕ!        | pƕ        | bw        | pƕ!       | ᴍw     | mw     |           |          |          |                  |                  |                  |                  |                  |                  |
| Bilabial (Lab.)     | p         | b          | ʙ         | p‛             | p̓ , p!    | φ         | β                              | φ!        | pφ        | bβ        | pφ!       | ᴍ      | m      |           |          |          |                  |                  |                  |                  |                  |                  |
| Dento- labial       |           |            |           |                |           | f         | v                              | f!        | pf        | bv        | pf!       |        |        |           |          |          |                  |                  |                  |                  |                  |                  |
| Inter- dental       |           |            |           |                |           | θ         | ϑ                              | θ!        | tθ        | dϑ        | tθ!       |        |        |           |          |          |                  |                  |                  |                  |                  |                  |
| Linguo- dental      | t̯         | d̯          | ᴅ̯         | t̯‛             | t̯̓ , t̯!    | s̯         | z̯                              | s̯!        | t̯s        | d̯z        | t̯s!       | ɴ̯      | n̯      | ƚ̯ , ʟ̯     | l̯        | ƚ̯!       | t̯ƚ               | d̯l               | t̯ƚ!              | ʀ̯                | r̯                | ʀ̯!               |
| Linguo- alveolar    | t         | d          | ᴅ         | t‛             | t̓ , t!    | s         | z                              | s!        | ts        | dz        | ts!       | ɴ      | n      | ƚ , ʟ     | l        | ƚ!       | tƚ               | dl               | tƚ!              | ʀ                | r                | ʀ!               |
| Cerebral            | ṭ         | ḍ          | ᴅ̣         | ṭ‛             | ṭ̓ , ṭ!    | ṣ         | ẓ                              | ṣ!        | ṭs        | ḍz        | ṭs!       | ɴ̣      | ṇ      | ƚ̣ , ʟ̣     | ḷ        | ƚ̣!       | ṭƚ               | ḍl               | ṭƚ!              | ʀ̣                | ṛ                | ʀ̣!               |
| Dorso- dental       | τ̯         | δ̯          | Δ̯         | τ̯‛             | τ̯̓ , τ̯!    | σ̯         | ζ̯                              | σ̯!        | τ̯σ        | δ̯ζ        | τ̯σ!       | ν̯      | ν̯      | Λ̯         | λ̯        | Λ̯!       | τ̯Λ               | δ̯Λ               | τ̯Λ!              |                  |                  |                  |
| Dorsal              | τ         | δ          | Δ         | τ‛             | τ̓ , τ!    | σ         | ζ                              | σ!        | τσ        | δζ        | τσ!       | ν      | ν      | Λ         | λ        | Λ!       | τΛ               | δΛ               | τΛ!              |                  |                  |                  |
| Dorso- palatal      | τ̣         | δ̣          | Δ̣         | τ̣‛             | τ̣̓ , τ̣!    | σ̣         | ζ̣                              | σ̣!        | τ̣σ        | δ̣ζ        | τ̣σ!       | ν̣      | ν̣      | Λ̣         | λ̣        | Λ̣!       | τ̣Λ               | δ̣Λ               | τ̣Λ!              |                  |                  |                  |
| Anterior c-sounds   | (τy)      | (δy)       | (Δy)      | (τy‛)          | (τ̓ , τy!) | cy        | jy                             | cy!       | tcy       | djy       | tcy!      | (νy)   | (νy)   | (Λy)      | (λy)     | (Λy!)    | (τΛy)            | (δΛy)            | (τΛy!)           |                  |                  |                  |
| Mid c-sounds        | (ty)      | (dy)       | (ᴅy)      | (ty‛)          | (t̓ , ty!) | c         | j                              | c!        | tc        | dj        | tc!       | (ɴy)   | (ny)   | (ƚy , ʟy) | (ly)     | (ƚy!)    | (tƚy)            | (dly)            | (tƚy!)           |                  |                  |                  |
| Posterior c-sounds  | (ṭy)      | (ḍy)       | (ᴅ̣y)      | (ṭy‛)          | (ṭ̓ , ṭy!) | c̣         | j̣                              | c̣!        | ṭc        | ḍj        | ṭc!       | (ɴ̣y)   | (ṇy)   | (ƚ̣y , ʟ̣y) | (ḷy)     | (ƚ̣y!)    | (ṭƚy)            | (ḍly)            | (ṭƚy!)           |                  |                  |                  |
| Anterior palatal    | k̯         | g̯          | ɢ̯         | k̯‛             | k̯̓ , k̯!    | x̯         | γ̯                              | x̯!        | k̯x        | g̯γ        | k̯x!       | Ŋ̯      | ŋ̯      |           |          |          | k̯ƚ               | g̯l               | k̯ƚ!              | Ρ̯                | ρ̯                | ρ̯!               |
| Mig- palatal        | k         | g          | ɢ         | k‛             | k̓ , k!    | x         | γ                              | x!        | kx        | gγ        | kx!       | Ŋ      | ŋ      |           |          |          | kƚ               | gl               | kƚ!              | Ρ                | ρ                | ρ!               |
| Post palatal, velar | ḳ (q)     | g̣          | ɢ̣         | ḳ‛             | ḳ̓ , ḳ!    | x̣         | γ̣                              | x̣!        | ḳx        | g̣γ        | ḳx!       | Ŋ̣      | ŋ̣      |           |          |          | ḳƚ               | g̣l               | ḳƚ!              | Ρ̣                | ρ̣                | ρ̣!               |
| Glotal              | ’         |            |           | ’‛             |           | ‛ , h     | a (qualsevol vocal)            |           | ’‛        |           |           |        |        |           |          |          |                  |                  |                  | (a̓)              |                  |                  |
| laríngia            | ’̣         |            |           | ’̣‛             |           | ḥ         | (qualsevol vocal laringitzada) |           | ’̣ḥ        |           |           |        |        |           |          |          |                  |                  |                  |                  |                  |                  |

Notes:
- sonant = sonora; intermedi. = parcialment sonora
- En la columna d'oclusives glotalitzades, el signe fonètic que apareix a l'esquerra (que és una consonant amb una cometa damunt) representa una oclusiva feblement glotalitzada (i.i. feblement ejectiva). El signe a la dreta representa una consonant fortament glotalitzada (i.i. que s'articula amb molta tensió). Exemple: [k̓] = feblement glotalitzada; [k!] = fortament glotalitzada.
- El terme "laríngia" es refereix a una faríngia o a una epiglotal.